# رحیم ناحی
رحیم ناحی (زادهٔ ۱۳۳۰ در تبریز) صدابردار و صداگذار موسیقی اهل ایران و زاده تبریز است.

## زندگی‌نامه
رحیم ناحی در سال ۱۳۳۰ در تبریز متولد شد. در سال ۱۳۳۷ همراه با خانواده در تهران ساکن شد. پس از پایان تحصیلات متوسطه، ابتدا قصد تحصیل در رشته راه و ساختمان دانشگاه تهران را داشت اما به دلیل علاقه به فعالیت‌های فنی، برق، طراحی و عکاسی در سال ۱۳۵۰ به دانشگاه صدا و سیما وارد شد و تحصیلات خود را در رشته الکترونیک با گرایش صدابرداری به پایان برد.

## فعالیت‌ها
ناحی هم‌زمان با تحصیل از سال ۱۳۵۱ همکاری خود را با رادیو و تلویزیون ملی ایران آغاز نمود و در بخش‌های مختلف نظیر: پخش اخبار، تولید برنامه‌های موسیقی، صدابرداری سر صحنه فیلم، سریال و تئاتر، ضبط موسیقی ارکسترهای مختلف و … به عنوان صدابردار به فعالیت خود ادامه داد.
او از سال ۵۵–۱۳۵۴ به دعوت «محسن کلهر» همراه با «ناصر فرهودی» همکاری خود را با استودیو پاپ آغاز نمود. وی به جهت کسب دانش و تکنیک‌های جدید سیستم‌های صوتی به چند کشور اروپایی سفر کرد و سال‌ها در استودیوهای ضبط موسیقی از جمله استودیوهای موسیقی صدا و سیما، استودیو پاپ و استودیو مدرن آثار آهنگسازانی نظیر: اسفندیار منفردزاده، مجید انتظامی، بابک بیات، واروژان، ناصر چشم آذر و … را ضبط و میکس کرده‌است.